# Jan VIII van Merode
Jan VIII van Merode of Jan III van Merode Pietersheim (ca. 1496 – 18 januari 1551n.s.), heer van Westerlo, Leefdaal, Geel, Hilvarenbeek, Perwijs, Duffel en Walem, was een Brabants edelman. Hij werd in 1545 voogd van de minderjarige Willem van Oranje en stond vooral in voor het beheer van zijn vermogen. In 1520 was Jan van Merode getrouwd met Anna van Gistel, met wie hij geen nageslacht had. Hun praalgraf is bewaard in de Sint-Dimpnakerk van Geel. Hij werd opgevolgd door zijn neef Hendrik I van Merode.

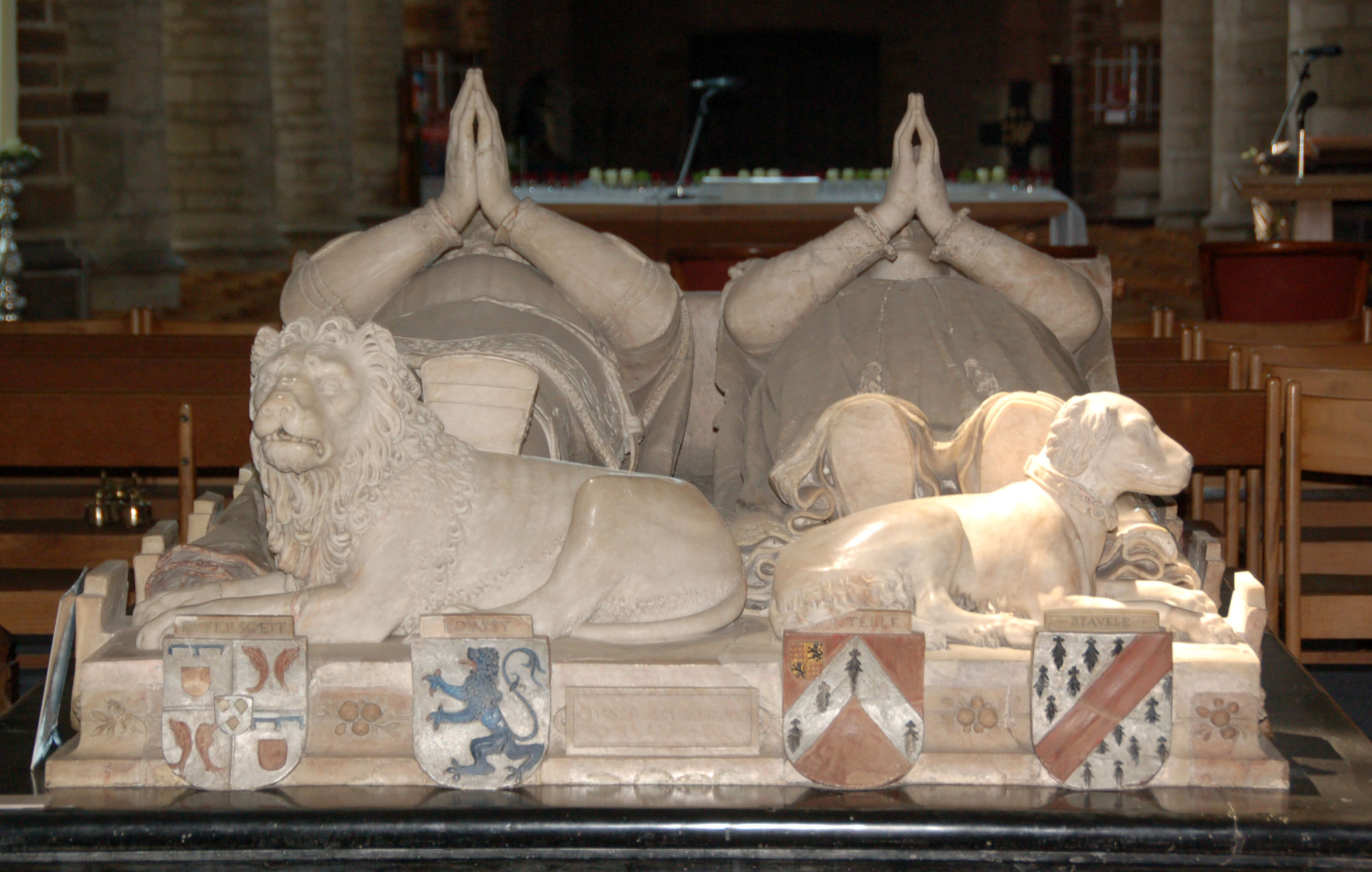
Praalgraf in de Sint Dimpnakerk (1554)

## Voetnoten
1. ↑  René van Stipriaan, De Zwijger. Het leven van Willem van Oranje, 2021, p. 47. ISBN 9021402750